# 校園民歌
校園民歌（英語：Campus folk song）是台灣在1970年代發展出的流行音樂風格。起初在大專院校校園的學生活動中產生，風格各異、背景不同。在中華民國政府的國際關係漸漸處於不利的地位之前提下，加之藝文界的參與以及電器業者和大眾傳播媒體的推廣，從「唱自己的歌」的口號到以「校園民歌」的名稱被社會大眾熟悉，並引發後續的創作風潮。校園民歌為台灣流行音樂產業在1980至90年代起飛奠定了基礎，其參與者有不少在日後成為華語流行音樂的要角。

## 起源與發展

### 民歌採集運動
1940年代，音樂人許石開始進行民謠採集的工作。學術界的「民歌採集運動」始於1964年，由許常惠與史惟亮共同倡導。他們對臺灣全省的田野民俗音樂（包括原住民音樂及漢民族傳統音樂）作了全面性的調查、採集、整理和研究工作，蒐集近三千首臺灣山地與平地原住民歌謠。此活動發掘了多位民間藝人，包括演唱民歌的陳達。
1968年台東救國團成立「知本野營隊」，營隊老師到各部落採譜填上中文詞作為團康歌。這些來自原住民部落的歌曲，透過救國團活動逐漸風靡全台。

### 詞曲創作風氣
1971年由洪小喬主持的音樂性質電視節目《金曲獎》（由今是有限公司與歌林公司音樂出版部合作製播，由中國電視公司播出），開始在大眾傳播媒體上鼓勵優良歌曲創作。其源起在於當時台灣的電器業品牌的較勁，其中較為弱勢的歌林公司有意多角化經營，於是成立了唱片部門，欲由音樂事業帶動其家電事業，當時中視製作人顧英德會同東方廣告遞了一個電視歌唱節目企畫案給歌林唱片，於是開啟了「金曲獎」節目。
1960年代後期至1970年代初期，在學校社團及救國團營隊活動中，已可見到學生創作歌曲的先例，比如〈萍聚〉據稱創作於1967年；由當時就讀台大中文系的吳統雄和山野服務的朋友們共同創作的〈偶然〉據稱創作於1973年 ；這一類小歌的作者又包括有創作〈盼〉的周興立，其創作據稱始於1972年，當時他是中興大學法商學院學生。這些學生創作歌曲連同各地民謠被編成方便攜帶的小歌本，使用於學生的團康活動，在民歌運動開展之前已經在校園中傳唱。另外，透過學校社團及傳播媒體發表歌曲的例子還有當時就讀東吳大學政治系的葉佳修在1974年寫下的處女作〈流浪者的獨白〉，透過吉他社聯誼的場合被廣播人凌晨聽到後引介到「平安夜」廣播節目發表。這些早期校園創作歌曲在日後校園民歌興起及商業化的潮流中陸續被灌錄成唱片。

### 「現代民歌」與「淡江可口可樂事件」
1970年代之前，西洋流行音樂為台灣青年人喜愛的音樂主流。1972年，美國總統訪問中華人民共和國及1978年中美斷交後，激發了國內青年人面對自我文化覺醒，因而觸發台灣青年學子不再高唱西洋音樂，轉向「用自己的語言，創作自己的歌曲」的想法，並喊出「唱自己的歌」的口號，被稱為「民歌運動」。

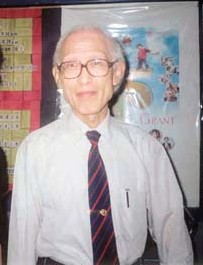
作家余光中

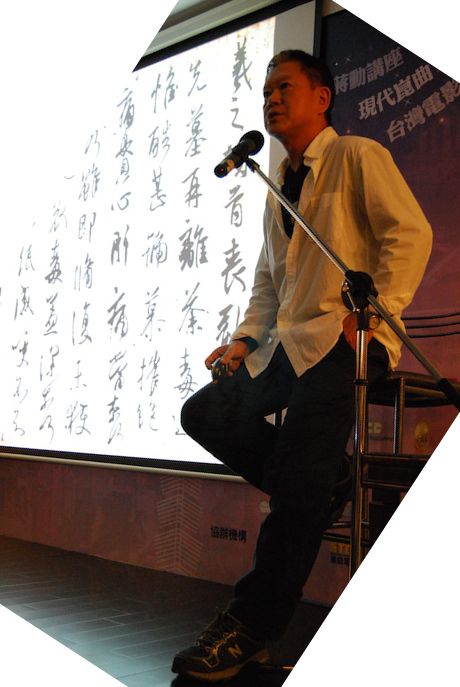
蔣勳

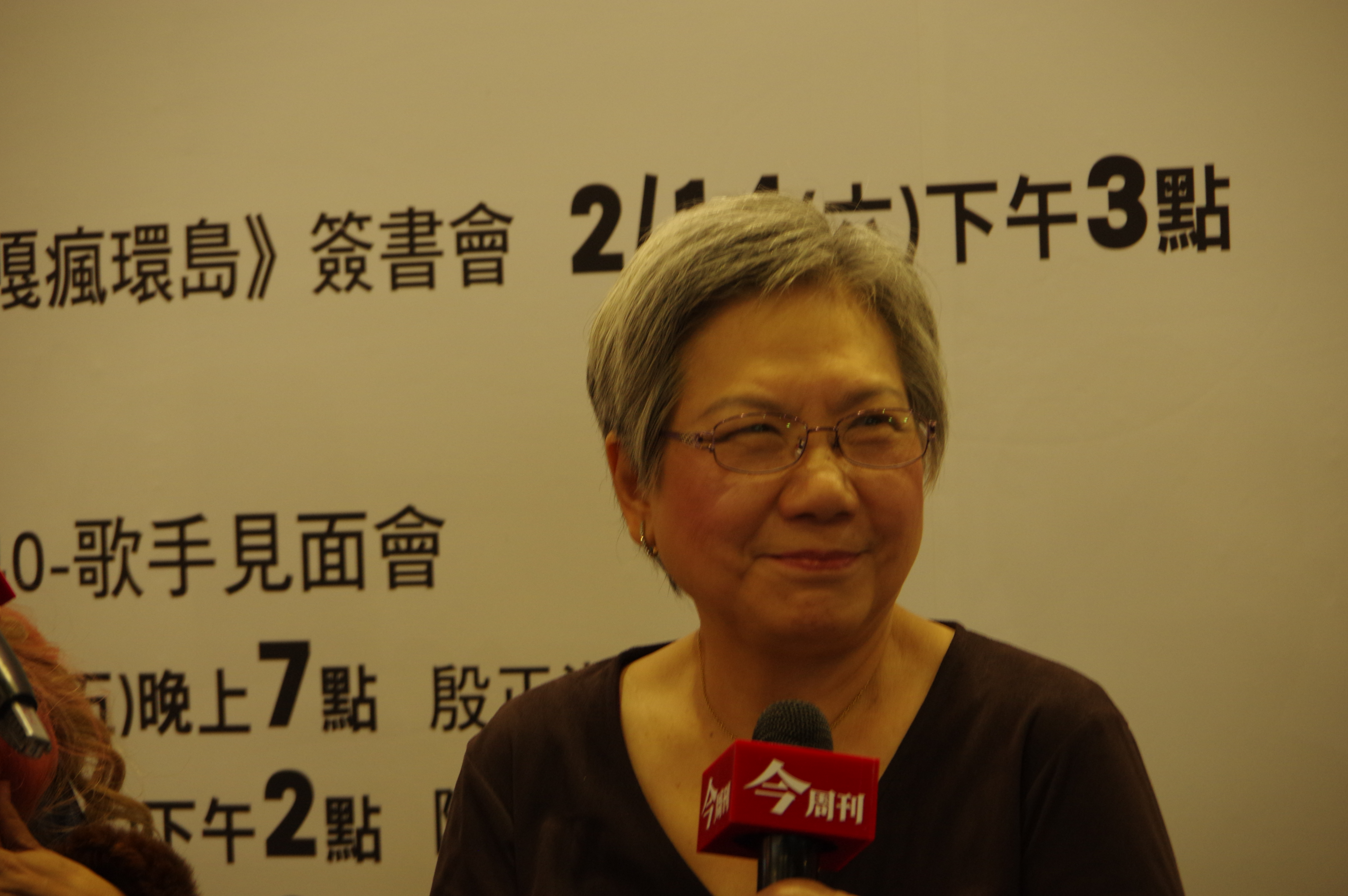
廣播主持人陶曉清

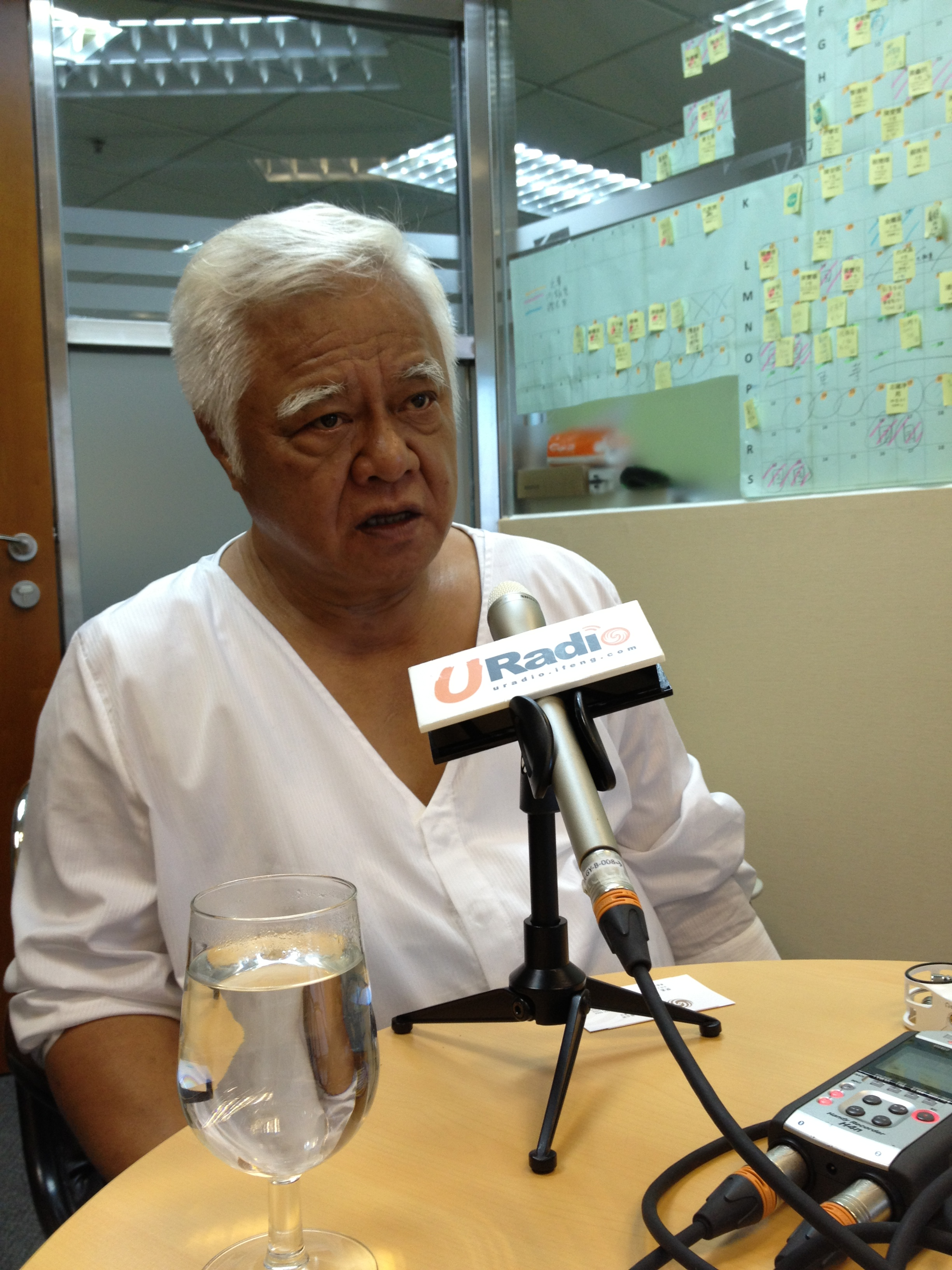
胡德夫

1974年，當時就讀台大海洋研究所的研究生楊弦在胡德夫的演唱會上發表以余光中的〈鄉愁四韻〉等現代詩譜曲的作品，獲得余光中的欣賞與鼓勵。1975年，楊弦在台北中山堂舉辦「現代民謠創作演唱會」，發表八首譜自余光中《白玉苦瓜》詩集中的詩作創作曲，並且由洪建全基金會策畫出版了唱片《中國現代民歌集》，被視為是台灣現代民歌發展的開始。洪建全基金會是由電器業者台灣松下以創辦人洪建全為名而成立的，繼歌林電器之後電器業者持續發揮對音樂藝文界的影響力。
在淡江文理學院校園，英文系老師王津平鼓勵學生參與社會運動，有一批具有左翼意識的學生也試圖回應楊弦的民歌。1976年12月3日，淡江大學數學系肄業的李雙澤策畫在淡江校園的一場英文民謠演唱會上，拎著可口可樂上台（傳聞他拋掉可樂瓶，但當時的主持人陶曉清表示當晚李雙澤並沒有拋掉可樂瓶，「那只是後人增添的神話」），拿起吉他唱起台灣民謠〈補破網〉和愛國歌曲〈國父紀念歌〉等非英文歌曲，此時事先安排的淡江「時事研習社」成員混入觀眾做出噓聲以及制止噓聲的動作，這一場看似偶然的騷動引發了後續更多關於民歌的討論。隨後李雙澤改寫陳秀喜詩作創作了〈美麗島〉、改寫了蔣勳詩作創作了〈少年中國〉等歌曲，但由於李雙澤在隔年突然意外身亡，這些歌曲由另一位淡江學生楊祖珺推廣給大眾。王津平當時也是《夏潮》等雜誌的編輯者，因此這一派後來被稱為「淡江夏潮路線」。
廣播人陶曉清開放自己的節目，讓年輕的音樂創作者有一個發表的平台。1977年，陶曉清邀請朱介英、吳統雄、吳楚楚、楊祖珺、韓正皓、胡德夫、陳屏、楊弦等八位民歌手灌錄了唱片《我們的歌》，大大帶動了校園民歌風潮。陶曉清因此也被視為台灣民歌發展的重要推手。

### 民歌創作比賽與商業化的校園民歌
1977年，新格唱片投入音樂市場，推出「金韻獎」，1978年海山唱片創辦「民謠風」；這兩項民歌創作比賽以及比賽合輯的出版，將民歌帶向商業化。很多民歌時期著名的歌手與創作者都經歷過上述的比賽：由「金韻獎」比賽出身的民歌手有陳明韶、包美聖、黃大城、李建復、王海玲等人；葉佳修、蔡琴是「民謠風」的代表人物；齊豫、蘇來則是跨越兩個陣營。王夢麟、楊祖珺、趙樹海等人也搭上這一波比賽出輯的風潮，進入唱片市場。銀霞、潘安邦、陳淑樺、芝麻龍眼、劉藍溪等具清新風格的流行歌手也以民歌曲風推出專輯。

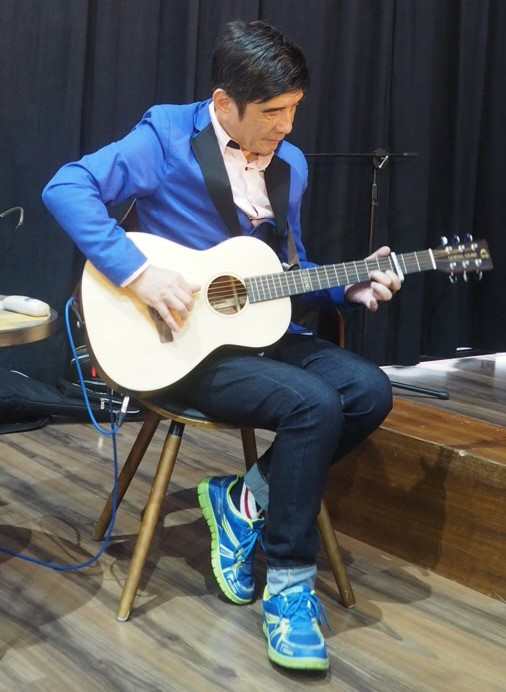
曾擔任民謠風和大學城比賽評審的創作歌手葉佳修

這一時期其他唱片公司也陸續加入，如環球唱片在1979年推出《現代歌謠》合輯，四海唱片於1980年推出「新民風」系列並且幫天水樂集發行唱片，鄉城唱片在1980年推出《鄉城組曲》，歌林唱片在1981年推出《新金曲獎》合輯，亞洲唱片1984年在高雄市舉辦「第一屆高雄新人獎創作歌謠比賽」並推出合輯。於1980年創立的滾石唱片，推出吳楚楚、潘越雲、李麗芬、邰肇玫等人的民歌專輯。1982年滾石唱片發行羅大佑的專輯《之乎者也》，開啟了國語流行歌曲的新時代。滾石唱片的吳楚楚與彭國華後來組成了飛碟唱片，推動了民歌之後新一波的國語流行音樂。
儘管國語流行歌曲變化更迭，1984年台灣電視公司節目《大學城》發起的大學城全國大專創作歌謠大賽，直到1993年共舉辦了十屆，延續了校園民歌的風潮。「大學城」出身的歌手有張清芳、江明學等人。此外還有民歌餐廳舉辦的比賽如木船民謠歌唱大賽，電視歌唱比賽節目如《五燈獎》、《六燈獎》，持續為喜歡唱歌創作的青年提供舞台。
商業化校園民歌前期的代表作品是〈龍的傳人〉，作者為侯德健，首唱者為李建復。後期的代表作品是〈動不動就說愛我〉，作者為林秋離和熊美玲，演唱者為芝麻龍眼。

## 民歌的定義與爭議

### 學術界與現代民歌的論戰
「民歌」的定義及正名自楊弦《中國現代民歌集》面市已來即引發「嚴肅音樂論述」以及「現代民歌」的兩派論戰。比如當時在《中央日報》就曾有標題為〈『民歌』」不是這樣〉的短文，批評《中國現代民歌集》裡的九首歌曲被稱作民歌是「名不符實」。許常惠也曾在1978年具體提出對「民歌」的嚴謹定義：
- 民歌不是個人，是大眾一起創造的。
- 民歌因不同的地方與時間，而其演唱方式與歌詞會有改變。
- 它的傳授方式是口頭的。
- 它要經過相當長時間的考驗。[15]

### 民歌定義的分歧
除卻上述學術界的異議，已知在參與「民歌」的演唱者及創作者中，對於民歌的定義至少有三種說法：
- 日常生活之歌。提出者包括：余光、陶曉清、潘安邦等。
- 與詩文化結合的歌。提出者包括：楊弦、洪小喬等。
- 與群眾結合的行動之歌。代表人物包括：楊祖珺、胡德夫。[16]

### 「校園歌曲」、「校園小品」
有部分民歌創作者不認同「民歌」這個名稱。比如邱晨認為：「『我們來創造民歌』是某主持人、某詩人刻意詮釋的音樂史。真正的『民歌』須經過時代的考驗，所以那些歌充其量只能被稱作『校園小品』。」包括蔣勳等人也曾表示應使用「校園歌曲」這個名稱來稱呼這類歌曲。在中國大陸早期即使用「校園歌曲」來稱呼校園民歌，有時則可以見到交替使用「校園歌曲」與「校園民歌」的情況。

## 校園民歌的派別

### 「中國現代民歌」與「淡江、《夏潮》路線」
楊祖珺曾在其著作《玫瑰盛開 楊祖珺十五年來時路》中表示，由於余光中心態上殘存老一代的心結，李雙澤等人才開始有意識的反省年輕一代的處境，她將李雙澤創作〈美麗島〉、〈少年中國〉的年份視為「唱自己的歌」運動元年，並不承認楊弦與余光中那一支的歷史地位。論者認為楊祖珺的想法與1977年展開的台灣鄉土文學論戰中余光中與左翼人士的對立有關。由於主張民歌的左派精神，《夏潮》的王津平、蔣勳等人並不認同新格唱片、海山唱片將校園民歌商業化的發展。

### 「新格派」與「海山派」
在商業化的校園民歌中，由於比賽背後有不同唱片公司，又有「新格派」（金韻獎）與「海山派」（民謠風）的區別。就「海山派」的「民謠風」的代表人物葉佳修的看法，「金韻獎」比較華麗，走俊男美女、精緻的包裝路線；民謠風則是比較特殊的團體，參與者比較自然、比較接地氣，不拘於形式。兩家唱片公司的背景具體的差別在於，新格唱片是日系電器業者新力牌為投入音樂市場而新成立的副品牌，海山唱片則是翻錄黃梅調電影歌曲製造黑膠唱片起家的本土唱片公司，自1960年代開始拓展東南亞市場並網羅作曲及作詞家，曾創造出〈苦酒滿杯〉等大量經典暢銷國語流行歌曲。 「金韻獎」製作人姚厚笙有製作過流行歌曲的資歷；「民謠風」比賽及合輯的製作人林伯宜卻是台大化工系畢業剛退伍的唱片界新人，大學期間曾擔任救國團隊輔。
姚厚笙鼓勵李泰祥以西洋音樂的曲調與演奏方法，在新格唱片推出《鄉土．民謠》系列演奏專輯，帶領李泰祥進入主流唱片市場；他也啟用如陳揚、張弘毅、馬水龍等有古典音樂背景的年輕人做新格「金韻獎」系列的幕後製作。海山唱片延續歌曲結合電影的舊有模式推出具有校園風的電影歌曲，如〈夢的衣裳〉、〈聚散兩依依〉等瓊瑤電影歌曲，許多是來自左宏元等資深流行歌曲創作者的作品，海山派創作歌手葉佳修也參與過《又見春天》等電影歌曲的創作。海山唱片「民謠風」合輯以外的民歌唱片，則是由鍾光榮和桂鳴玉製作，製作的風格和「民謠風」比賽合輯有所差異。
「民謠風」比賽出身的民歌手如蔡琴、葉佳修與「新格派」民歌手會一起到大專院校演唱，但「新格派」有人數上的優勢，使得蔡琴時常感到格格不入。 海山唱片流行歌手出身的民歌曲風歌手，如潘安邦，與「新格派」民歌手更是互不相熟。

## 特色與風格

### 特質
民歌的特質是歌詞通俗而真摯，曲調優美而樸質、節奏明朗而生動，結構簡短而自然，使人聽了有身歷其境的感覺歌謠具深刻思想內容，反映社會的光明面及純正價值觀。

### 精神
民歌能夠表現出一個國家民族命運和遭遇，甚至藉著民謠，可加強民族意識和國家觀念，其功效無可限量台灣民歌，充分表現出先民的奮鬥、進取、樂觀開朗的精神。

### 題材
在台灣各地流傳的民歌，包羅萬象，例如：歷史故事、民間傳說，道德教化、農耕漁牧、家庭倫理、男女情愛 ( 例如由芝麻龍眼所演唱的動不動就說愛我一曲 ) ……等，都是民歌題材，內容非常豐富。

### 文化資產
民歌是人民的心靈寄託。 由一個民族的民歌，可以了解該民族文化內涵，及該民族的心聲。
民歌運動早期歌詠山水、青春，旋律清新自然、歌詞樸素，並有濃厚的中國風和各大學及大專院校校園氣味，包括中國景物懷詠、古典文學意識等等。
初期有洪小喬、李雙澤、葉佳修、蘇來、李建復、黃大城
、劉藍溪、邰肇玫、包美聖、施碧梧、金智娟、齊豫、陳明韶、趙樹海等歌手及後期的潘越雲、鄭怡、芝麻龍眼、鄭麗絲、費玉清、潘安邦、劉文正、林佳蓉 (台灣)、黃韻玲、許景淳、施孝榮、王夢麟、銀霞、王海玲、木吉他合唱團、知己二重唱、南方二重唱等。
作曲作詞者則有靳鐵章、畢心一、畢奐一、林建助、周興立、許翰君、陳雲山、黃大城、王新蓮、吳楚楚等民歌主力。
1970年代後期，台灣社會運動風起雲湧，人心鼓動，在侯德健、羅大佑、李泰祥的介入，民歌運動有了質的躍進，與初期的淳樸無瑕多了人文關懷和社會責任。此時大量的歌詞是知名作家的詩作，如三毛、余光中、席慕蓉 、蔣勳等人的作品，而隨著侯德建、羅大佑、李泰祥、李壽全的作品的流傳，民歌運動達到前所未有的高度。

### 語言
多數校園民歌使用華語歌詞。台語歌曲較為知名的有收錄在新格唱片《金韻獎紀念專輯》中由簡上仁創作並演唱的〈正月調〉，以及木吉他合唱團專輯中的〈拼宵夜〉。海山唱片民謠風系列中，《民謠風》專輯收錄有簡上仁創作的〈故鄉戀歌〉，由廣播人李季準演唱。林詩達個人專輯中收錄有兩首由李臨秋作詞、林詩達作曲的台語歌曲，葉佳修第二張專輯中也有一首台語創作歌曲。

## 後續與傳承
台灣民歌運動轉變的原因可分列如下：
社會商業化、現代化的進展

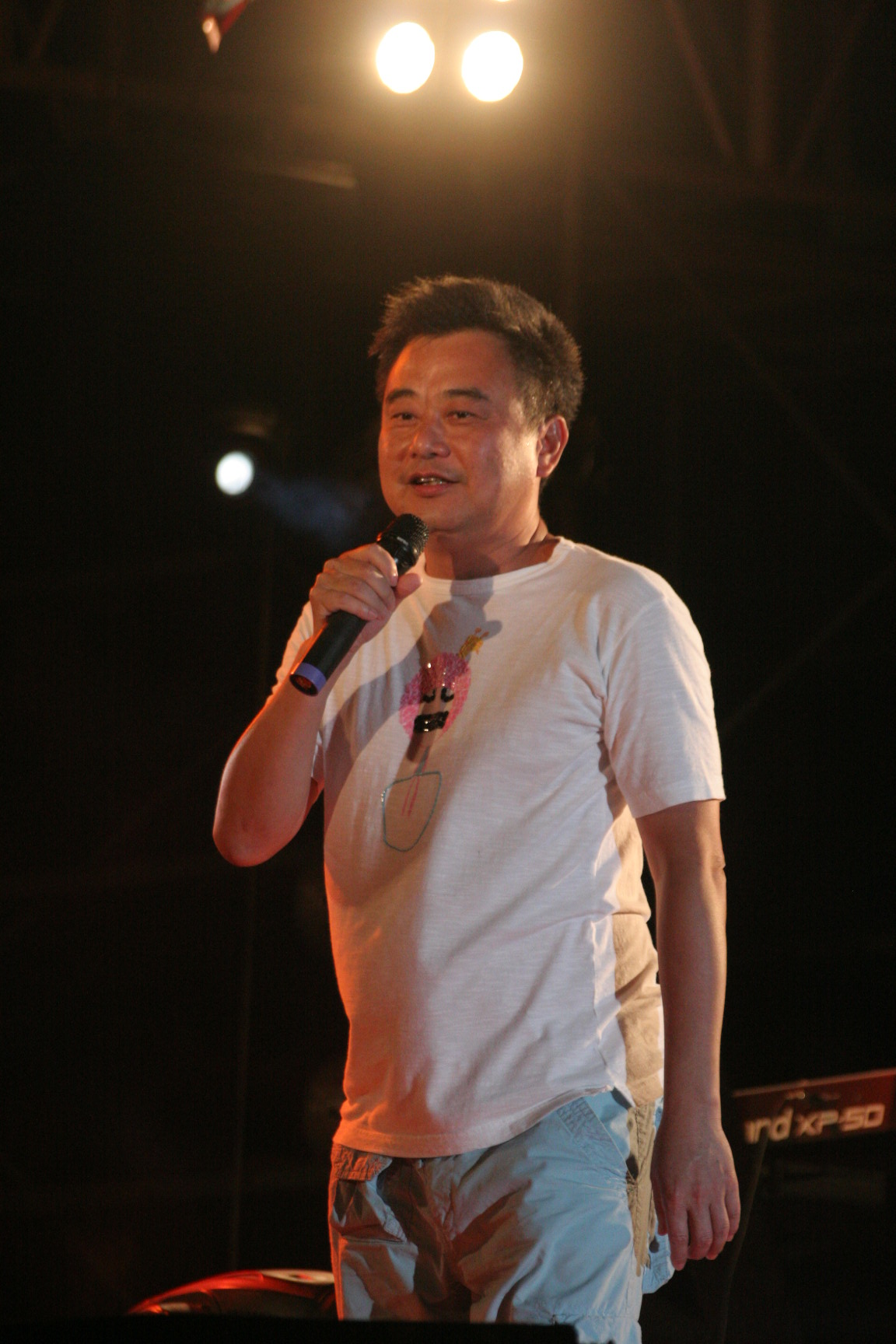
陳昇

此趨勢使「校園民歌」的經濟與社會環境開始改變，唱片業者以獲利為導向，美歐影音產品大舉進入台灣，「校園民歌」單薄的技術水平和樸素的形式變得難以與時代和市場趨勢相搭配，各唱片公司以大資本的商業行銷手法包裝流行歌手傾銷市場。商業化趨勢也使大學校園早期的社會文藝孤島地位被分割瓦解，所謂「校園」民歌的最後基地--各大學及大專院校校園也不復存在，甚至台灣本土化運動也無法接收「校園民歌」退潮後的校園市場，而必須從新興的小眾場域（pub、社運活動、地方政府舉辦的音樂節活動等）出發，抵抗商業化與市場或的衝擊。1982年金韻獎停辦，海山唱片結束營業，預示了校園民歌運動沒落的命運。1990年代以後，以林強、陳明章、陳昇等人為代表的台灣新歌謠曾一度在市場佔有一席之地。但未久即被高度商業化的日本偶像生產模式潮流所淹沒。
民歌作者與演唱者的星散與精神傳承
基於前述政治、社會原因與個人的生涯規劃，校園民歌運動的主要人物、歌手畢業後出國深造、服兵役造成了人才斷層，音樂風格後繼無人。若干知名民歌手如侯德健、齊豫、羅大佑等轉赴香港與中國大陸發展，少數歌手與作者投入新的商業化音樂和綜藝事業，擔任主持、選秀評審（如黃韻玲）的工作。多數人則完全終止創作和演出，轉入廣播界或轉型為唱片製作人（如鄭怡、芝麻龍眼中的芝麻陳艾玲）、宗教媒體（如殷正洋），甚至移民海外而銷聲匿跡，台灣「校園民歌」運動的時代遂全面結束。時至今日，「校園民歌」成為台灣1960年代到1970年代初期出生人士懷舊的象徵，並留存於KTV與懷舊的音像製品市場中。
不同於台灣因環境氛圍改變，產生新的音樂潮流，在中國大陸和東南亞各國如新加坡、馬來西亞、印尼等華人聚居地，台灣的「校園民歌」仍受到廣泛歡迎。受到台灣校園民歌的影響，新加坡在1982年左右也興起創作「新謠」的風潮。「校園民歌」與部份演唱者於1980年代中後加入中國大陸市場，對其華語歌曲的發展也留下深刻影響。如李泰祥作曲、女作家三毛寫詞、齊豫演唱的《橄欖樹》亦掀起了對台灣的「校園民歌熱」，同時也帶動香港「城市民歌」的興起，成為了粵語流行音樂的一個重要支派。除此之外，中視2009年八點檔連續劇光陰的故事、閃亮的日子裡亦使用校園民歌作為配樂。
2015年適逢台灣民歌四十年，李建復擔任「民歌40」演唱會的召集人、導演馬宜中、「驚喜合唱」以民歌為主題選擇在見證台灣成長交通史的板橋車站再次快閃演出，除了在現場令許多遊客叫好，同時在網路上也引起廣大迴響。影片在YouTube網路影片平台播放點閱至今已達1602萬人次。

## 分類例舉
歷史上台灣「校園民歌」主題可以分為以下幾類：
- 懷古與歷史

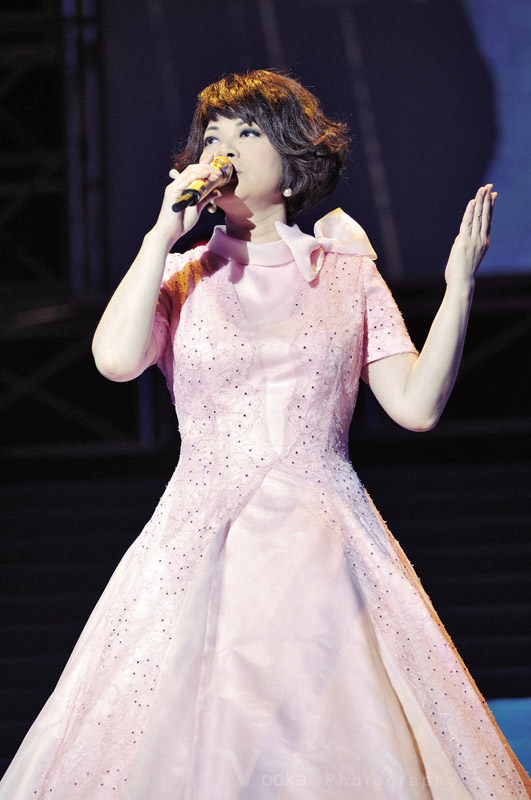
蔡琴

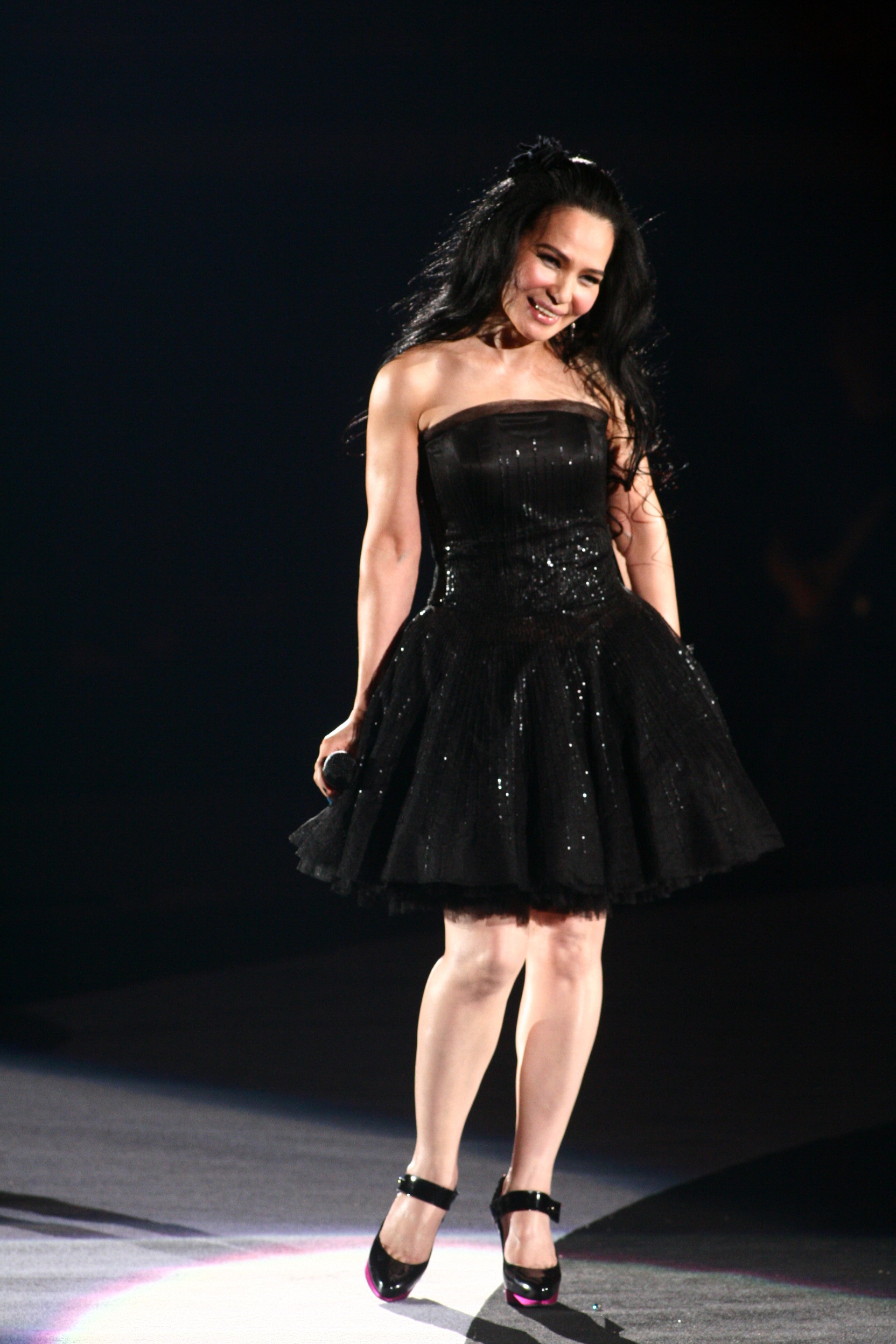
潘越雲

龍的傳人（李建復演唱）、唐山子民（黃大城演唱）、中華之愛（施孝榮演唱）、古月照今塵（文章演唱）、易水寒（施孝榮演唱）、古國今昔（王夢麟演唱）、俠客（施孝榮演唱）、我心似清泉（王海玲演唱）、送你一把泥土（費玉清演唱）、夢駝鈴（費玉清演唱）、變色的長城（費玉清演唱）、中華民國頌（費玉清演唱）、赤壁賦（施孝榮演唱，陳雲山詞）
- 鄉愁

鄉愁四韻（余光中作品）、歸去來兮（侯德建作品，李建復演唱）、歸人沙城（施孝榮演唱）、出塞曲（蔡琴演唱）、蘆歌（李建復演唱）
- 中國詩詞（含新詩）

釵頭鳳（包美聖演唱，宋陸游詞）、雨霖鈴（包美聖演唱，宋朝柳永詞）、秘摩崖月夜（包美聖演唱，胡適新詩）、雪花的快樂（王海玲演唱，徐志摩新詩）、再別康橋（范廣惠演唱，徐志摩新詩）、浮生千山路（潘越雲演唱，陳幸蕙集詩詞）、歌（羅大佑演唱，徐志摩譯自英國女詩人 Christina Georgina Rossetti的短詩）。
- 文化經驗

廟會（王夢麟演唱）、月琴（鄭怡演唱）、今山古道（黃大城演唱）、鄉間小路（齊豫演唱）、晚霞滿漁船（胡立武演唱）、夏之旅（蔡幸娟演唱）
- 台灣常民生活

雨中即景（趙樹海、王夢麟、黃大城演唱）、酒干倘賣無（蘇芮演唱）、外婆的澎湖灣（潘安邦演唱）、鄉居記趣（葉佳修演唱）、正月調（簡上仁演唱）、拼宵夜（木吉他合唱團演唱）
- 流浪、告別與回歸

橄欖樹（李泰祥作品，齊豫演唱）、浮雲遊子（陳明韶演唱）、曠野寄情（李建復演唱）、就要揮別（楊芳儀、徐曉菁演唱）、匆匆的走、露莎蘭（蘇格蘭民謠，楊芳儀演唱）、告別憂傷（蔡藍欽演唱）、戲雪（張艾嘉演唱）、愛之旅（洪小喬演唱）
- 遺忘

被遺忘的時光（蔡琴演唱，被用為香港電影無間道主題曲）、微風往事（鄭怡演唱）、忘川（李建復演唱）、讓我們看雲去（陳明韶演唱）
- 童年童稚

往事（陳秋霞作品、陳秋霞演唱）、捉泥鰍（侯德建作品、侯德健演唱）、童年（羅大佑作品、張艾嘉演唱）、老師斯卡也答（楊芳儀演唱）、光陰的故事（羅大佑作品、張艾嘉演唱）
- 自然詠歎與懷想

蘭花草（銀霞演唱）、野薑花的回憶(劉藍溪)、漁唱（黃大城演唱）、秋蟬（楊芳儀、徐曉菁演唱）、海裡來的沙（韓培娟、芝麻龍眼演唱） 、小貝殼（邰肇玫演唱）、小草（王夢麟演唱）、聽泉（楊芳儀、徐曉菁合唱）、守住這一片陽光（林佳蓉、許淑絹演唱）、七月涼山、露莎蘭（蘇格蘭民謠，楊芳儀、徐曉菁演唱）、蝸牛與黃鹂鳥（銀霞演唱）、夕陽伴我歸（陳淑樺演唱）、微光中的歌吟（鄭怡演唱）
- 愛情

你那好冷的小手（銀霞演唱）、小秘密（銀霞演唱）、風告訴我（陳明韶演唱）、如果（施碧梧、邰肇玫演唱）、動不動就說愛我 （芝麻龍眼演唱）、神話（羅吉鎮、李碧華演唱）、偶然（卓秀琴演唱）、木棉道（王夢麟演唱）、拜訪春天（施孝榮演唱）、小茉莉（包美聖演唱）、忘了我是誰（王海玲演唱）、阿美阿美（王夢麟演唱）、離開你走近你（王夢麟演唱）、風中的早晨（王新蓮、馬宜中演唱）、生命中的陽光（木吉他合唱團）、歡顏、走在雨中（齊豫演唱）、陽光和小雨（潘安邦演唱）、守著陽光守著你、天天天藍（潘越雲演唱）、讀你、恰似你的溫柔（蔡琴演唱）、野百合也有春天（潘越雲演唱）、夢的衣裳（李碧華演唱）、請擁抱我（鄭人文演唱）、第一支舞、我深愛過、愛你與我共享所有（周秉鈞、楊海薇演唱）、夜玫瑰（以色列民謠，楊芳儀、徐曉菁演唱）、想你（芝麻龍眼演唱）、春風（王瑞瑜演唱）、我依然戀你如昔（王瑞瑜演唱）、散場電影 （木吉他合唱團演唱）、卻上心頭（劉文正演唱）
- 友情、親情、救國團團康歌曲

看我聽我（包美聖演唱）、歌聲滿行囊（楊芳儀、徐曉菁演唱）、讓我們看雲去（陳明韶演唱）、神采飛揚（涂佩岑、詹育章演唱）、偶然（卓秀琴演唱）、走向我走向你（包美聖演唱）、那一盆火（包美聖演唱）、歡樂假期（王夢麟演唱）、愛的真諦、踏著夕陽歸去（葉佳修原唱）
- 勵志、和平

小草（王夢麟演唱）、夢田（齊豫、潘越雲演唱）、祈禱（翁倩玉演唱）

## 相關學術研究與史料舉隅
（按照作者姓氏漢語拼音順序排列；只收入專書，書籍篇章及期刊論文不收入）
- 中華音樂人交流協會企劃製作, 劉玉林主編，2015，民歌40：再唱一段思想起 節目紀念冊。
- 中華音樂人交流協會企劃製作, 陶曉清統籌, 楊嘉主編，2015，民歌40：再唱一段思想起 專書。台北：大塊文化。
- 蔡明振，2004，「時代樂府」：民國六○年代（七○年代）校園民歌之研究。中國文化大學中國文學研究所碩士論文。
- 劉季雲，1996，論校園民歌之發展：從民歌運動到文化工業。國立成功大學藝術研究所碩士論文。
- 馬世芳主編，1995，永遠的未央歌：現代民歌／校園歌曲20年紀念冊，陶曉清總監。台北：滾石文化。
- 苗延威，1991，鄉愁四韻：中國現代民歌運動之社會學研究。國立台灣大學社會學研究所碩士論文。
- 余光中詩、楊弦曲，1975，中國現代民歌集。台北：洪建全文教基金會。
- 張釗維，1992，誰在那邊唱自己的歌：1970年代台灣現代民歌發展史。國立清華大學歷史研究所碩士論文。
- 張釗維，1994，誰在那邊唱自己的歌。台北：時報文化。
- 張釗維，2003，誰在那邊唱自己的歌：台灣現代民歌運動史。台北：滾石文化。

## 外部連結
- 余光中與校園民歌 （页面存档备份，存于）
- 校園民歌總表整理 （页面存档备份，存于）
- 「我們的歌」簡介 （页面存档备份，存于）
- （民歌小站）民歌資訊網
- （民歌小站）陳明章與台灣新民歌運動的可能
- 中華音樂人交流協會（由陶曉清及多位知名的音樂人組成），一般認知是推動校園民歌的主流組織 （页面存档备份，存于）
- 「難以遺忘的校園民歌」雅虎奇摩家族：台灣地區成立極早、資訊豐富且家族人數眾多具代表性的校園民歌家族[永久]